# Rounder Records
Rounder Records, originalmente fundada en Cambridge (Massachusetts), actualmente con sede en Nashville (Tennessee), es un sello discográfico independiente estadounidense, fundado en 1970 por Ken Irwin, Bill Nowlin y Marian Leighton-Levy, cuando eran todavía estudiantes universitarios. Fue una de las principales compañías productoras y distribuidoras de música tradicional estadounidense, llegando a representar hasta a 450 pequeños sellos. En los años 1990, la compañía dejó a un lado la distribución para centrarse exclusivamente en su propia producción. En 2000, tras la fusión de PolyGram y MCA, Rounder firmó un acuerdo para la fabricación y distribución de material para Universal Music Group, que también adquirió un porcentaje de la firma.
Comenzando por el blues, el blues rock y el bluegrass, Rounder llegó a publicar cerca de 3000 títulos que incluyen géneros como el folk, soul, soca, zydeco y celta. En nombre fue elegido, en parte, por su asociación con la banda Holy Modal Rounders. La palabra "rounder" puede traducirse como "vagabundo" o "buscavidas". Uno de sus primeros éxitos llegó de manos de la banda de blues rock George Thorogood and the Destroyers.
Uno de los proyectos del sello el la colección Alan Lomax, una serie de lanzamientos sobre el trabajo de los pioneros de la etnomusicología.
Otra de las artistas destacadas de la compañía fue la estrella del bluegrass Alison Krauss, quien desarrolló toda su carrera musical en el sello, a pesar de haber recibido grandes ofertas de otras compañías tras su éxito comercial a finales de los 90. Rounder fue de las primeras discográficas en apostar por el formato compact discs, en 1985. En 2004, la compañía lanzó una división editorial llamada Rounder Books.
Rounder también dispone de una división especializada en música infantil llamada Rounder Kids. 
En 2010, la compañía fue adquirida por el grupo Concord Music Group, que continúa distribuyendo en material de Rounder.

## Artistas notables
- Darol Anger
- Etta Baker
- The Balfa Brothers
- Marcia Ball
- Russ Barenberg
- Pierre Bensusan
- Big Shoulders
- Tony Bird
- Blackberry Smoke
- Norman Blake
- Blue Rodeo
- The Blue Sky Boys
- The Bobs
- Bodeans
- Roy Book Binder
- James Booker
- Sandra Boynton
- Brave Combo
- The Bray Brothers
- Bob Brozman
- Clarence Gatemouth Brown
- Buckwheat Zydeco
- Solomon Burke
- J J Cale
- Chuck Carbo
- Carter Family
- Cephas & Wiggins
- Marshall Chapman
- Vassar Clements
- Bruce Cockburn
- The Cottars
- Cowboy Junkies
- Dailey & Vincent
- The Damnwells
- Delta Spirit
- Dennis DeYoung
- Hazel Dickens
- disappear fear
- Dirty Dozen Brass Band
- Michael Doucet
- Dry Branch Fire Squad
- Ronnie Earl
- John Fahey
- Cathy Fink
- Béla Fleck
- Benton Flippen
- The Freight Hoppers
- J. Geils
- Jimmie Dale Gilmore
- Girl Authority
- Mike Gordon
- The Grascals
- David Grisman
- David Grier
- Nanci Griffith
- Cheb Hasni
- John Hartford
- The Johnson Mountain Boys
- Juliana Hatfield
- Tish Hinojosa
- Holy Modal Rounders
- Sierra Hull
- The Incredible Casuals
- Tutu Jones
- Bill Keith
- Kids of Widney High
- King Wilkie
- Alison Krauss
- Sleepy LaBeef
- David Laibman
- Sondre Lerche
- The LeRoi Brothers
- John Linnell
- Lisa Loeb
- David Mallett
- Del McCoury
- John McCutcheon
- Natalie MacMaster
- Magic Dick
- John Mellencamp
- The Meters
- Whistlin' Alex Moore
- Lynn Morris
- Nashville Bluegrass Band
- Tracy Nelson
- NRBQ
- Alecia Nugent
- Laura Nyro
- Ellis Paul
- Tom Paxton
- Carl Perkins
- Madeleine Peyroux
- Grant-Lee Phillips
- Pianosaurus
- Robert Plant
- Preacher Jack
- Raffi
- Ed Reavy
- Leon Redbone
- Tony Rice
- Jonathan Richman
- Riders in the Sky
- Butch Robins
- Jimmie Rodgers
- Rush
- Johnny Sansone
- Mike Seeger
- Peggy Seeger
- Amanda Shaw
- Allen Shelton
- Jon Sholle
- Ricky Skaggs
- Son Volt
- Jo-El Sonnier
- Soul Rebels Brass Band
- The SteelDrivers
- Steep Canyon Rangers
- SteveSongs
- Sweet Honey in the Rock
- Tut Taylor
- The Tragically Hip
- Ten Shekel Shirt
- Vienna Teng
- They Might Be Giants
- Linda Thompson
- George Thorogood and the Destroyers
- Happy & Artie Traum
- Tony Trischka
- Dan Tyminski
- Uncle Earl
- Joe Val
- Guy Van Duser
- Rhonda Vincent
- Loudon Wainwright III
- Martha Wainwright
- Abigail Washburn
- Doc Watson
- Ween
- Cheryl Wheeler
- The Wild Magnolias
- Bob Wills
- Pokey LaFarge

 Slipknot